# Студеница (Болгария)
Студеница (болг. Студеница) — село в Болгарии. Находится в Шуменской области, входит в общину Хитрино. Население составляет 464 человека.

## Политическая ситуация
В местном кметстве Студеница, в состав которого входит Студеница, должность кмета (старосты) исполняет Акиф  Зекерие Тахир (Движение за права и свободы (ДПС)) по результатам выборов правления кметства.
Кмет (мэр) общины Хитрино — Нуридин Басри Исмаил Движение за права и свободы (ДПС)) по результатам выборов в правление общины.